# Microtus tatricus
Microtus tatricus là một loài động vật có vú trong họ Cricetidae, bộ Gặm nhấm. Loài này được Kratochvíl mô tả năm 1952.